# Август фон Сакс-Кобург-Гота
Август фон Сакс-Кобург и Гота, принц Кохари (на немски: August Ludwig Viktor von Sachsen-Coburg und Gotha; * 13 юни 1818, Виена, Австрийска империя; † 26 юли 1881, дворец Ебентал, Долна Австрия) е германски принц от католическата линия Сакс-Кобург-Кохари, клон на династията Сакс-Кобург и Гота, и кралски генерал-майор на Саксония. През 1831 г. получава титлата Херцог фон Сакс-Кобург-Кохари.
Той е баща на българския цар Фердинанд I.

## Живот
Август е роден във Виена като принц Август Лудвиг Виктор фон Сакс-Кобург-Заафелд (от 1826 г. Сакс-Кобург и Гота). Той е вторият син на принц Фердинанд Георг Август фон Сакс-Кобург-Заалфелд (1785 – 1851) и съпругата му – унгарската принцеса Мария-Антония фон Кохари (1797 – 1862). Брат е на португалския крал Фердинанд II
На 20 април 1843 г. Август се жени за френската принцеса Клементина Бурбон-Орлеанска (1817 – 1907) в двореца Сен Клод, дъщеря на френския крал Луи-Филип и Мария Амалия Бурбон-Неаполитанска. Семейството се установява в двореца „Кобург“ във Виена. В Кобург те живеят в двореца „Бюрглас“.
След смъртта на майка му Август става наследник на нейните обширни владения в Унгария, което го прави един от най-значимите унгарски поземлени магнати. Август е почетен член на Геоложкото общество в Унгария.
На 2 май 1881 г. австро-унгарският император Франц Йосиф удостоява Август с обръщението Ваше Височество. Дотогава към принца се обръщат с Ваше Високо Благородие. Причината за оказаната му чест е сключеният 11 дни по-късно брак между белгийската принцеса Стефани Белгийска (сестра на снаха му Луиза) и австрийския ерцхерцог, принц Рудолф Австрийски.
През 1860 г. принц Август построява в Кобург католическата църква „Св. Августин“. В криптата на „Св. Августин“ са погребани принц Август, принцеса Клементина, тримата им сина: цар Фердинанд от България, принц Филип и принц Август, също неговата съпруга принцеса Леополдина Бразилска и техните четирима сина.
Умира на 63-годишна възраст. През 1885 г. унгарският скулптор Виктор Тилгнер получава задачата да построи паметник на покойния принц Август, който днес се намира в кобургското имение в Ебентал в Долна Австрия. На паметника пише:
| „ | Auguste Louis Victor Duc de Saxe Prince de Saxe Cobourg Gotha. A mon mari bien aimè. 1843 – 1881. Clémentine. | “ |
| (Август Лудвиг Виктор херцог на Саксония принц на Саксония-Кобург-Гота. Моят обичан съпруг 1843 – 1881. Клéментина). | |   |

## Деца
Аугуст и Клементина имат пет деца:
- Филип (1844 – 1921)

∞ 1875 принцеса Луиза Белгийска (1858 – 1924), дъщеря на крал Леополд II от Белгия, и Мария-Хенриета Австрийска
- Аугуст (1845 – 1907), императорски бразилски адмирал

∞ принцеса Леополдина Бразилска (1847 – 1871), дъщеря на Педро II, император на Бразилия
- Клотилда (1846 – 1927)

∞ 1864 ерцхерцог Йозеф Карл Лудвиг Австрийски (1833 – 1905), син на ерцхерцог Йозеф Антон Йохан Австрийски
- Амалия (1848 – 1894)

∞ 1875 херцог Максимилиан Емануил Баварски (1849 – 1893), син на херцог Максимилиан Йозеф Баварски
- Фердинанд I (1861 – 1948), цар на България (1887 – 1918)

∞ 1. 1893 принцеса Мария Луиза Бурбон-Пармска (1870 – 1899)
∞ 2. 1908 принцеса Елеонора Ройс цу Кьостриц (1860 – 1917)

## Почести
Август е носител на:
- Големия кръст на херцогския саксонско-ернестински домашен орден
- Кралския португалски Турм- и Шверторден
- Френския орден на Почетния легион
- Кралския белгийски Леополд-орден
- Почетния и девоционс-гроскройцритер на суверения Малтийски орден